# Dendrocerus
Dendrocerus är ett släkte av steklar som beskrevs av Razteburg 1852. Dendrocerus ingår i familjen trefåresteklar.

## Bildgalleri

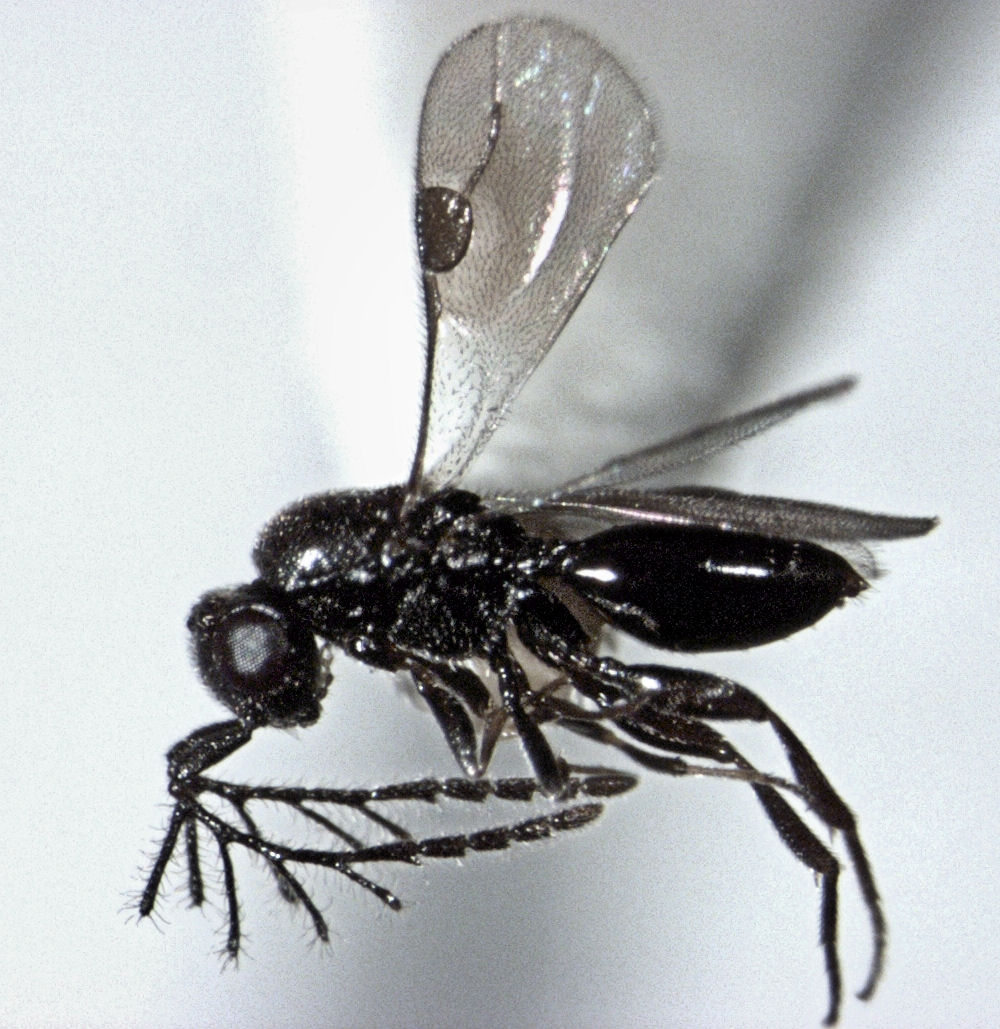

## Dottertaxa tillDendrocerus, i alfabetisk ordning[1][2]
- Dendrocerus aberrans
- Dendrocerus acrossopteryx
- Dendrocerus aequatorialis
- Dendrocerus africanus
- Dendrocerus alaskensis
- Dendrocerus aliberti
- Dendrocerus aloha
- Dendrocerus amamensis
- Dendrocerus americanus
- Dendrocerus angustus
- Dendrocerus anneckei
- Dendrocerus anomaliventris
- Dendrocerus antennalis
- Dendrocerus aphidum
- Dendrocerus applanatus
- Dendrocerus araucanus
- Dendrocerus australicus
- Dendrocerus basalis
- Dendrocerus bifoveatus
- Dendrocerus bispinosus
- Dendrocerus caelebs
- Dendrocerus californicus
- Dendrocerus carpenteri
- Dendrocerus castaneus
- Dendrocerus chilocori
- Dendrocerus chloropidarum
- Dendrocerus ciuthan
- Dendrocerus constrictus
- Dendrocerus conwentziae
- Dendrocerus cyclopeus
- Dendrocerus dalhousieanus
- Dendrocerus dauricus
- Dendrocerus de
- Dendrocerus dubitatus
- Dendrocerus ergensis
- Dendrocerus femoralis
- Dendrocerus flavipennis
- Dendrocerus flavipes
- Dendrocerus floridanus
- Dendrocerus fulvaster
- Dendrocerus hadrophthalmus
- Dendrocerus halidayi
- Dendrocerus henkvlugi
- Dendrocerus incertissimus
- Dendrocerus indicus
- Dendrocerus katmandu
- Dendrocerus koyamae
- Dendrocerus laevis
- Dendrocerus laticeps
- Dendrocerus latifrons
- Dendrocerus leucopidis
- Dendrocerus liebscheri
- Dendrocerus mexicali
- Dendrocerus molestus
- Dendrocerus mucronifer
- Dendrocerus natalicius
- Dendrocerus noumeae
- Dendrocerus omostenus
- Dendrocerus ornatus
- Dendrocerus pacificus
- Dendrocerus pallipes
- Dendrocerus papu
- Dendrocerus paradoxus
- Dendrocerus penmaricus
- Dendrocerus perlucidus
- Dendrocerus phallocrates
- Dendrocerus picipes
- Dendrocerus propodealis
- Dendrocerus psyllarum
- Dendrocerus punctativentris
- Dendrocerus punctipes
- Dendrocerus pupparum
- Dendrocerus pykarus
- Dendrocerus ramicornis
- Dendrocerus rectangularis
- Dendrocerus remaudierei
- Dendrocerus rodhaini
- Dendrocerus rosularum
- Dendrocerus rufiventris
- Dendrocerus sanmateoensis
- Dendrocerus sergii
- Dendrocerus serricornis
- Dendrocerus sexdentatus
- Dendrocerus solarii
- Dendrocerus sordidus
- Dendrocerus splendidus
- Dendrocerus stigma
- Dendrocerus stigmatus
- Dendrocerus subtruncatus
- Dendrocerus sylviae
- Dendrocerus tibialis
- Dendrocerus triticum
- Dendrocerus ulmicola
- Dendrocerus variegatus
- Dendrocerus variipes
- Dendrocerus wollastoni
- Dendrocerus zhelochovtsevi
- Dendrocerus zoticus